# Paralimnophila praesignis
Paralimnophila praesignis är en tvåvingeart som först beskrevs av Alexander 1930.  Paralimnophila praesignis ingår i släktet Paralimnophila och familjen småharkrankar. Inga underarter finns listade i Catalogue of Life.